# Dieu de la pluie

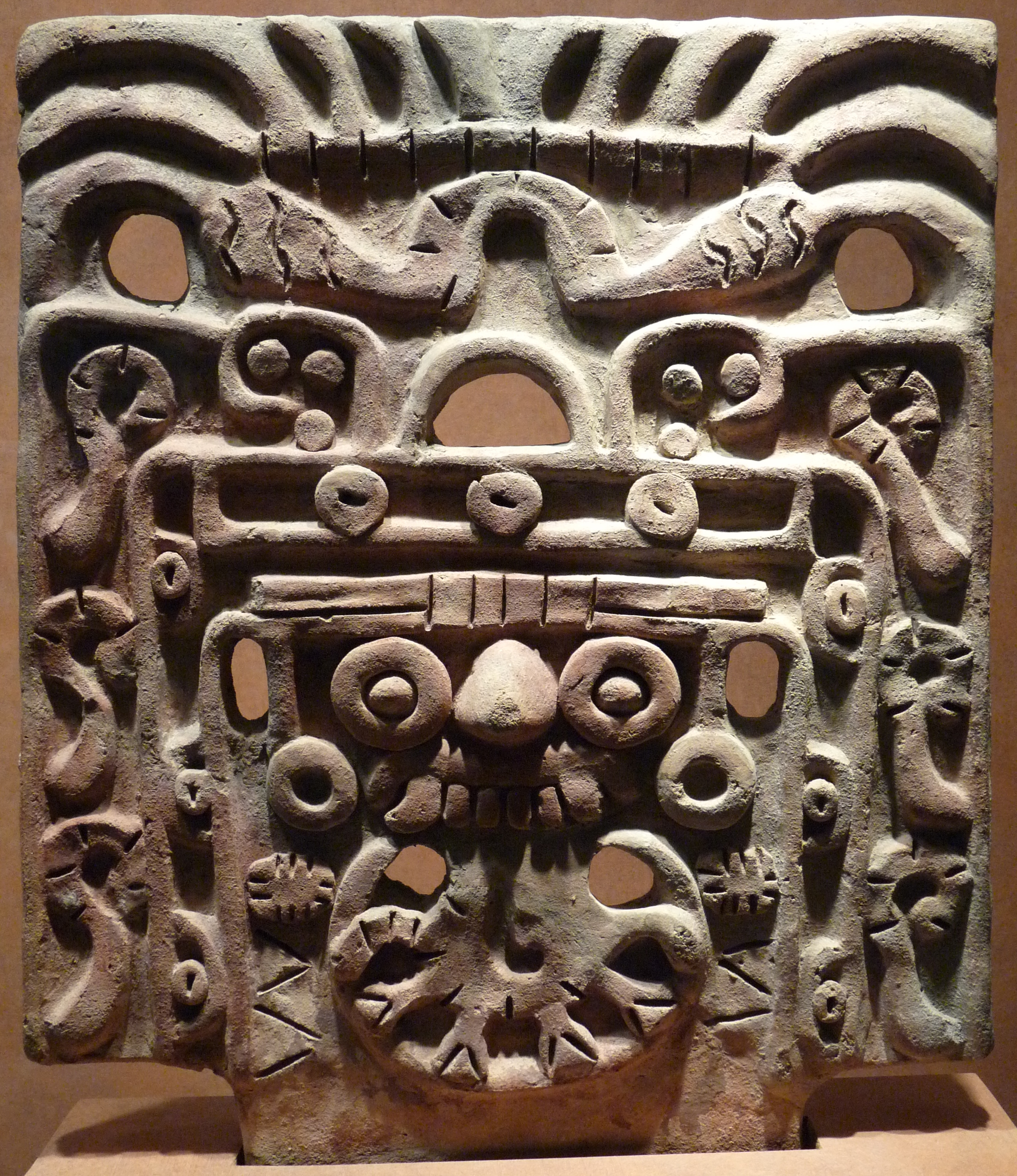
Masque de Teotihuacan représentant Tlaloc, le dieu de la pluie nahua (MNA, Mexico).

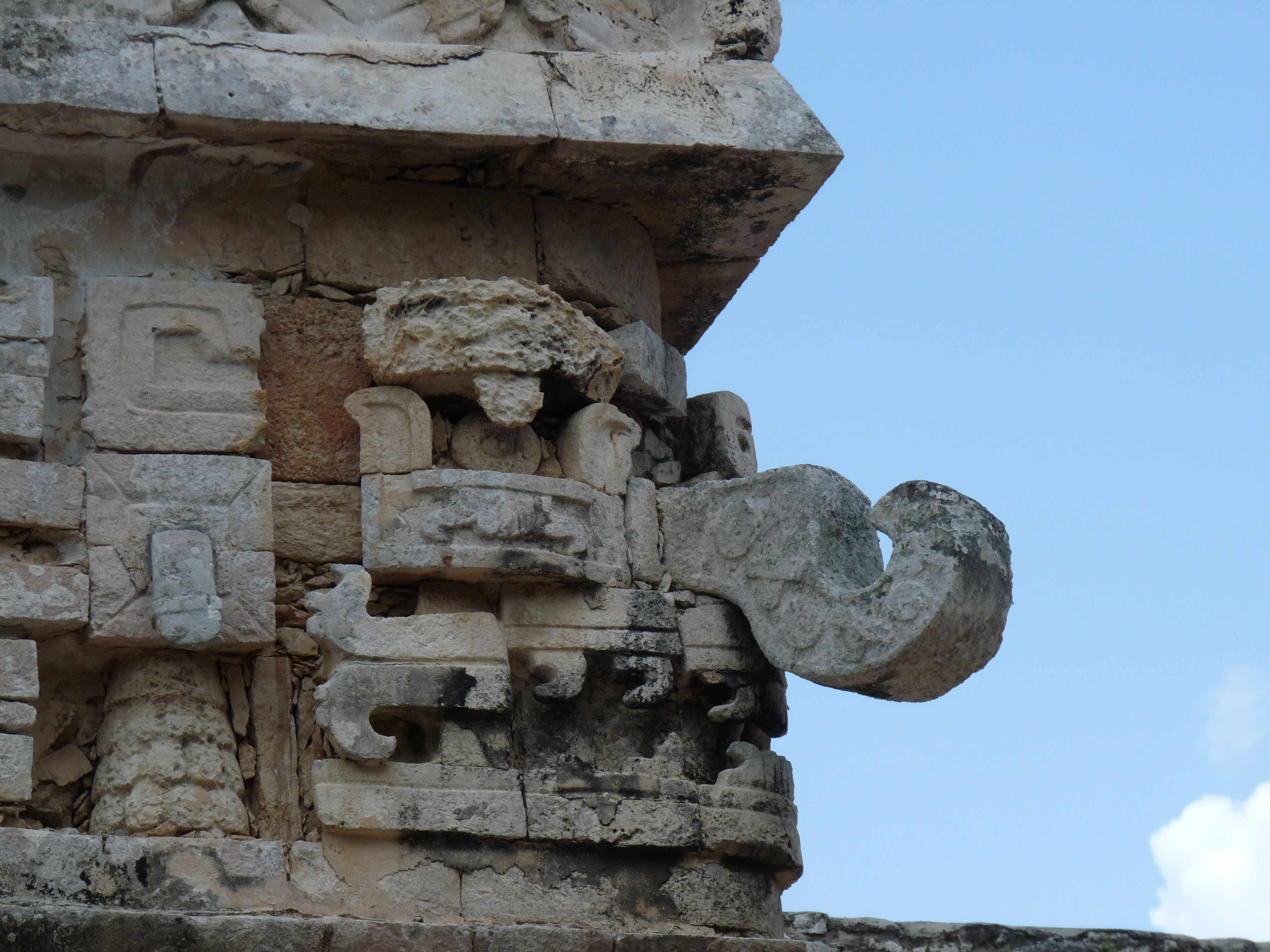
Sculpture représentant Chac, le dieu de la pluie dans la civilisation maya (édifice La Iglesia du site archéologique de Chichén Itzá).

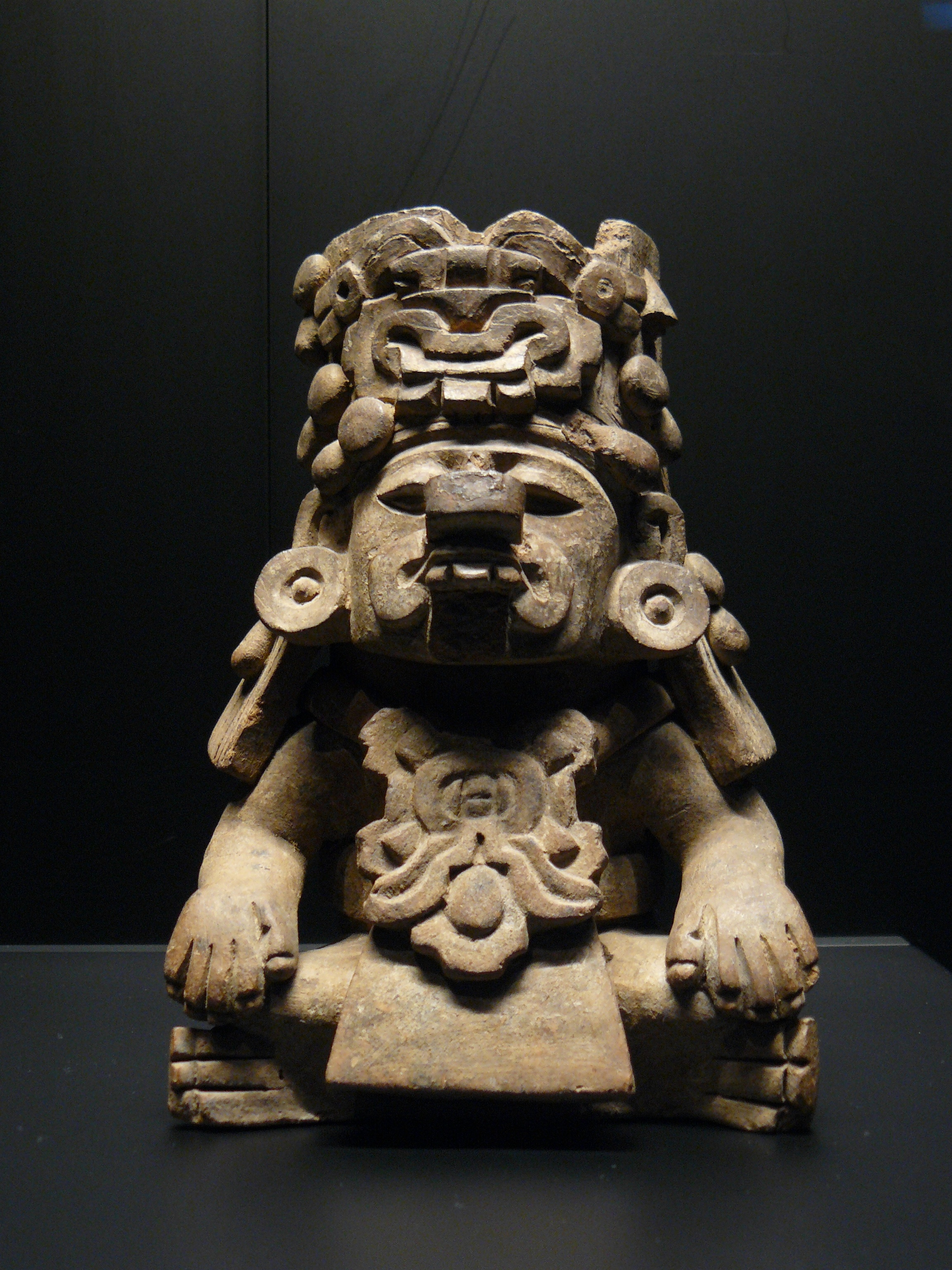
Vase effigie en terre cuite représentant Cocijo, le dieu de la pluie zapotèque (Musée du quai Branly, Paris).

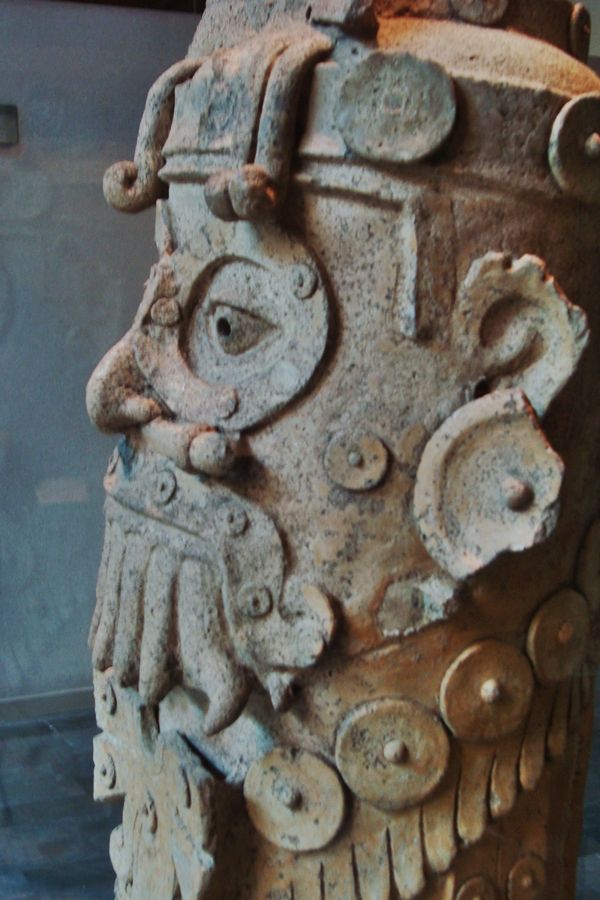
Céramique postclassique de l'isthme de Tehuantepec représentant Dzahui, le dieu de la pluie mixtèque (MNA, Mexico).

Le dieu de la pluie est une divinité dont le culte était très répandu en Mésoamérique (Amérique).

## Avatars
On le retrouve sous les traits de :
- Chac dans la civilisation maya[1] ;
- Tlaloc chez les Aztèques et l'ensemble des Nahuas[1] ;
- Cocijo chez les Zapotèques[1] ;
- Tirípeme Curicaueri chez les Purépechas[2] ;
- Dzahui chez les Mixtèques[1] ;
- Tajín chez les Totonaques[1] ;
- Mu'ye chez les Otomis[2].

## Attributs
Les attributs des différents dieux de la pluie ont varié selon les époques. On retrouve cependant toujours, à la base, un même rôle de fertilisation de la Terre par l'eau.
Ces divinités sont aussi fortement associées aux nuages, à l'orage, aux éclairs et au tonnerre et donc à l'élément du feu.

## Représentations
Les représentations des dieux de la pluie varient selon la culture et l'époque, mais on constate des caractéristiques communes. Voici les constantes que l'on retrouve.

### Yeux
Les yeux des dieux de la pluie sont entourés d'anneaux oculaires ou œillères.

### Nez
Le nez est généralement long et serpentiforme.

### Bouche
La bouche est stylisée par une lèvre supérieure ressemblant à une moustache ou un masque buccal qui se termine parfois par une volute simple, double ou triple. Le plus souvent, la bouche est représentée avec un nombre variable de dents ou de crocs.